# Patulul
Patulul – miasto na południowym zachodzie Gwatemali, w departamencie Suchitepéquez. Według danych szacunkowych z 2012 roku liczba mieszkańców wynosiła 26 163 osób. 
Patulul leży około 50 km na wschód od stolicy departamentu – miasta Mazatenango. Miejscowość leży na wysokości 358 metrów nad poziomem morza, w dolinie między wulkanami Atitlán i San Pedro w górach Sierra Madre de Chiapas, w odległości około 50 km od wybrzeża Pacyfiku. 

## Gmina Patulul
Miejscowość jest także siedzibą władz gminy o tej samej nazwie, która jest jedną z dwudziestu gmin w departamencie. W 2013 roku gmina liczyła 42 881 mieszkańców. Gmina jak na warunki Gwatemali jest średniej wielkości, a jej powierzchnia obejmuje 223 km². 
Mieszkańcy gminy utrzymują się głównie z hodowli zwierząt, uprawy roli, rzemiosła i z usług. W hodowli dominuje bydło mleczne. Gmina jest znana z produkcji przetworów mlecznych oraz wyrobu świec.
Klimat gminy jest równikowy, według klasyfikacji Wladimira Köppena, należy do klimatów tropikalnych monsunowych (Am), z wyraźną porą deszczową występującą od maja do października.